# Provincia di Santa Cruz (Perù)
La provincia di Santa Cruz è una provincia del Perù, situata nella regione di Cajamarca.

## Geografia antropica

### Suddivisioni amministrative
È suddivisa in undici distretti
- Andabamba
- Catache
- Chancaybaños
- La Esperanza
- Ninabamba
- Pulán
- Santa Cruz
- Saucepampa
- Sexi
- Uticyacu
- Yauyucan